# Lepel (Adelsgeschlecht)

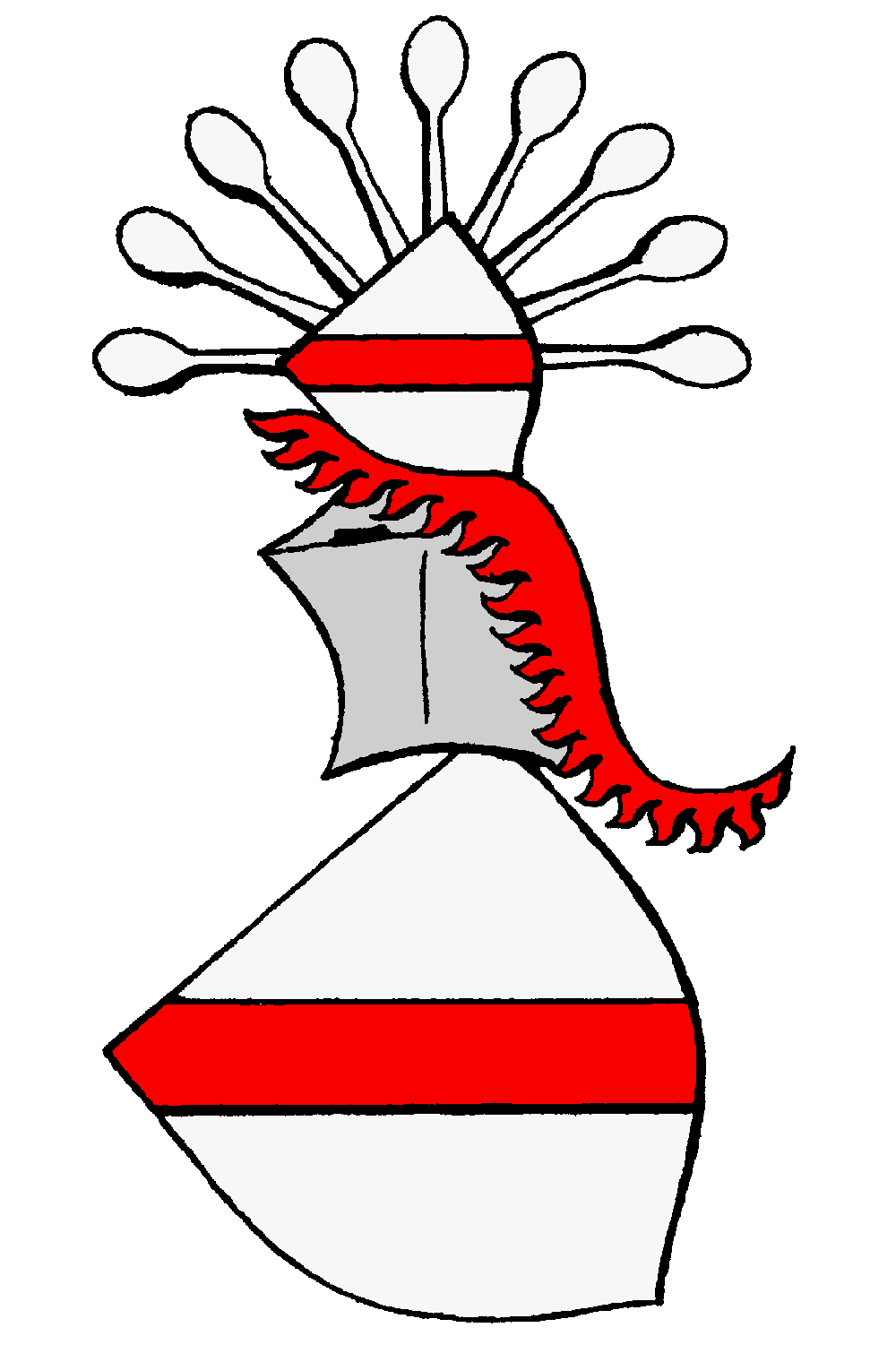
Stammwappen derer von Lepel in Pommern und Hessen

Wappen derer von Lepel in Mecklenburg

Lepel (niederdeutsch Löffel, nach der Helmzier des Wappens) ist der Name eines pommerschen und mecklenburgischen Uradelsgeschlechts.

## Geschichte
Die Ursprünge des Geschlechtes sollen der Sage nach in der Mark Brandenburg liegen. Während der Ostkolonisation fielen im Jahr 1136 die brandenburgischen Truppen unter Albrecht dem Bären in Pommern ein. Sie lieferten sich mit den einheimischen Lutizen bei Lassan zwischen Pulow und dem Bauerberg eine erbitterte Schlacht. In ihr soll ein Ritter Lepel verwundet und alsdann von einer ansässigen slawischen Familie aufgenommen und gesund gepflegt worden sein. Der Ritter heiratete die Tochter des Slawen und begründete damit das Geschlecht derer von Lepel. Einen Nachweis für diese Legende gibt es nicht.
Es heißt auch, sie seien 1189 unter Herzog Bogislaw II. nach Vorpommern gekommen, anderseits treten sie urkundlich 1231 zuerst in Mecklenburg auf. Vermutlich aus Sachsen (heutiges Niedersachsen) zugewandert, müssen sie schon vorher dem Adelsstand angehört haben, da der namentlich erste Lepel bereits Ritter war, was ritterbürtige Ahnen voraussetzte. Ersten Besitz erwarben sie 1240 in Pommern und um 1315 in Mecklenburg.

### Der Lepel-Stamm in Mecklenburg (1231–1830)
Gerhard Lepel war 1231 Ritter und Truchsess des Fürsten Johann von Mecklenburg. Bei der Bestätigung der Gründung des Nonnenklosters Rehna und deren Bewidmung am 16. Mai 1236 durch Fürst Johann in Gadebusch wird Gerardus Lepel als anwesend bezeugt. Die namhaften Heimatforscher und Genealogen für Altneuvorpommern, Carl Gesterding und Theodor Pyl, hielten Ritter Henning (von) Lepel für den Stammvater der Familie.
Begünstigt durch Heiraten mit bedeutenden Familien kommt es zur Begründung einer Mecklenburgischen Linie derer von Lepel. Die Familie teilte sich und der zweite Stamm ging nach Pommern, dort gilt Gnitz auf der Insel Usedom als engere Heimat derer von Lepel.
Grambow, westlich von Schwerin, war von 1590 bis 1766 der Hauptsitz derer von Lepel in Mecklenburg. Von den von Halberstadt erwarb 1590 Adam von Lepel in mehreren Abschnitten bis 1610 Grambow. Seit seiner Hochzeit 1596 wohnte er mit Ilsabe von Pressentin auf Grambow. Am 13. Oktober 1610 erhielt er den Lehnsbrief, wurde danach Lehnsmann in Mecklenburg und mit allen Rechten in die mecklenburgische Ritterschaft aufgenommen. Grambow war keine fürstliche Dotation für Verdienste, sondern käuflich erworben.
Zuletzt gab es um Grambow einen heftigen Rechtsstreit zwischen den von Pressentin, von Zülow und dem Pfandinhaber, wobei die von Lepel nur noch passiv mitwirkten. Joachim Otto Friedrich von Lepel auf Rambow verkaufte 1766 die letzten Rechte an Grambow und was sonst noch an Besitz vorhanden war an den schwedischen Pfandinhaber Mathias Nicolaus Thomson. Danach verließ er Mecklenburg und war Herzoglich württembergischer Obristwachtmeister der Leibgarde zu Pferde. Sein Sohn Hellmuth von Lepel fiel 1812 in der Schlacht von Borodino.
Claus Friedrich Ernst von Lepel war 1629 Miterbe von Finken. Nach dem Dreißigjährigen Krieg wurde es 1649 als völlig zerstört und verödet bezeichnet und ging 1652 in Konkurs. Oberhofmeister Johann Ernst von Lepel auf Grambow erwarb 1661 Strohkirchen und Bentien. Beide Güter wurden 1766 durch Joachim Leonhard Leopold von Lepel verkauft. Georg (Jürgen) Ernst Lepel auf Grambow erwarb 1671 Parum und Gülzow. Gülzow ging 1706 an seinen Schwager Cuno Hans von Bülow. Parum wurde 1708 an Baron von Wendthausen verkauft.
Johann Georg Friedrich von Lepel erwarb 1743 Rambow von Joachim Victor von Barsee. Da das Gut stark verschuldet war, musste er es 1750 seinen Gläubigern überlassen und ging in die Niederlande zurück.

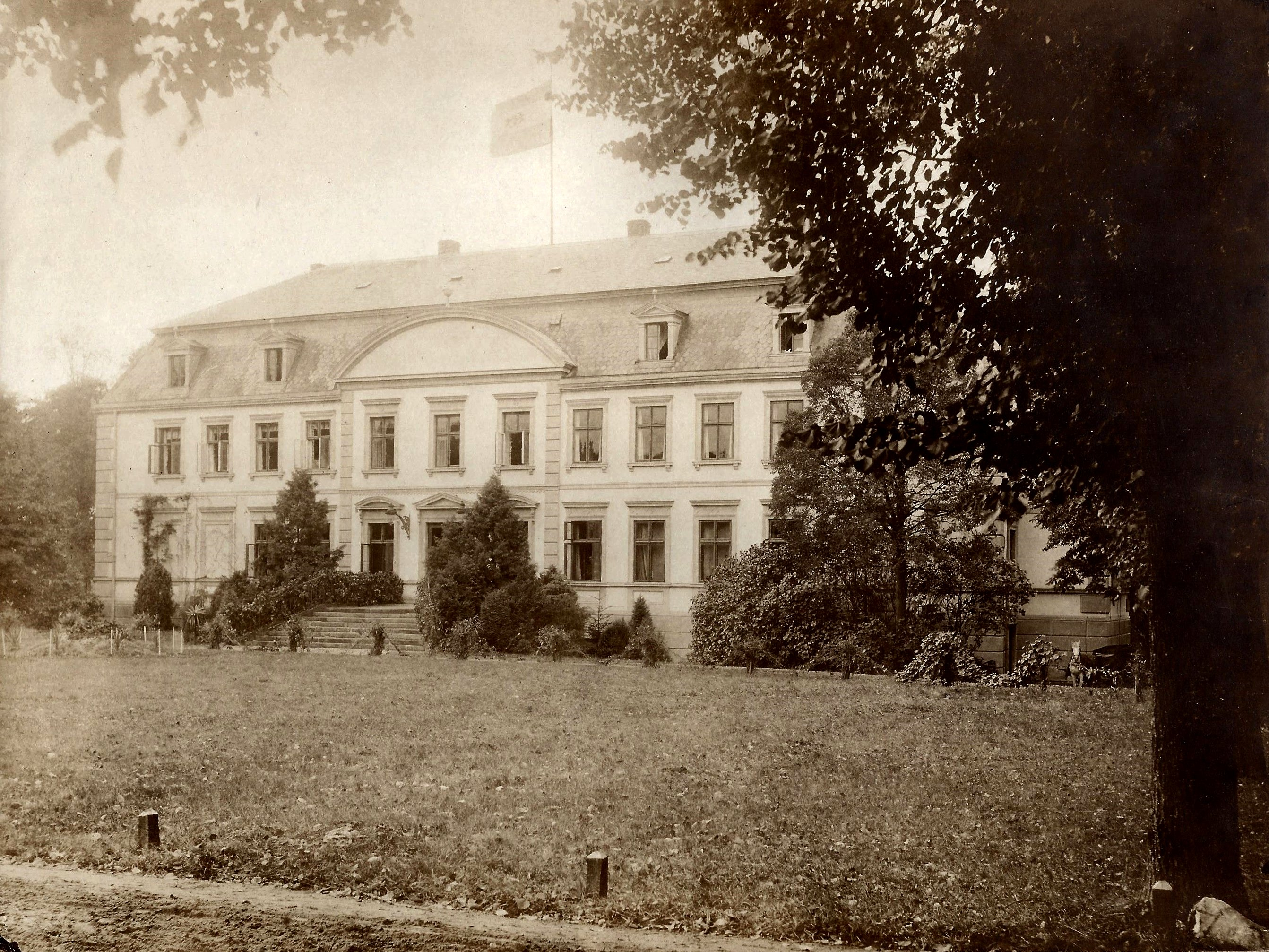
Schloss Dobbin vor 1914

Hans Adolf von Lepel heiratete 1739 als dänischer Generalmajor in Kopenhagen Auguste Caroline von Plessen und erwarb 1742 Radegast und Rosenhagen. Als Universalerbe von Christoph August von Barold auf Dobbin übernahm er 1746 Dobbin, Zietlitz, Gross Bäbelin und Augustenfelde. Er prozessierte mit Herzog Friedrich 1758 um das Patronat von Dobbin und verlor. Joachim Friedrich Ludwig von Lepel auf Dobbin versuchte sich als Königlich dänischer Hofjunker mit Güterhandel, spekulierte und ging 1805 Konkurs. Christoph August von Lepel verkaufte Dobbin 1829 an den Königlich preußischen Leutnant Carl August von Jasmund.
Die von Lepel des Hauses Dobbin erwiesen sich als heiratsscheu. Seit dem Verkauf von Dobbin 1829 galten die mecklenburgischen von Lepel als nicht mehr im Lande begütert und erloschen. Es kamen zwar Angehörige der Familien neu aus Pommern ins Land, sie besaßen jedoch nicht das Indigenat. Im Einschreibebuch des Klosters Dobbertin von 1696–1918 befinden sich zwei Eintragungen von Töchtern der Familien von Lepel aus Grambow und Neuendorf.
| - Grambow bei Schwerin 1590–1766. - Finken 1589–1652. - Ludorf mit Marin bei Röbel 1609–1656. - Strohkirchen 1661–1766. - Bentin 1661–1766. - Parum bei Güstrow 1671–1708. | - Gülzow bei Güstrow 1671–1706. - Radegast bei Satow 1742–1751. - Rosenhagen bei Satow 1742–1751. - Rambow bei Wismar 1743–1750. - Dobbin 1746–1829. - Groß Bäbelin bei Krakow 1746–1806. - Rittergut Steinbeck bei Bellin um 1819–1829. |

### Der Lepel-Stamm in Pommern (1240–1945)
Während der deutschen Ost-Expansion zogen die Lepels mit den Schwerinen durch Mecklenburg nach Pommern. Dort betätigten sie sich, von den pommerschen Herrschern gerufen als Lokatoren für die mitziehenden Bauern aus dem Nordwesten Deutschlands.
Bei Neuendorf auf der Halbinsel Gnitz auf Usedom befindet sich noch ein Turmhügel (Motte) als Überrest einer Burg des Geschlechts der Lepels aus der Zeit der deutschen Ostexpansion nach 1230. 1240 wurde der erste Besitz auf dem Gnitz urkundlich erwähnt.
1251 wurden auf Usedom ein Ritter Gerhard und 1256 ein Ritter Dietrich Lepel erwähnt und erhielten ihre Lehnbriefe.
Bereits vor Mitte des 13. Jahrhunderts waren die von Lepel urkundlich auf der Insel Usedom und dem angrenzenden Festland ansässig. Ihnen gehörten als Hauptsitz und Ausgangspunkt die Güter auf der Halbinsel Gnitz auf der Insel Usedom, mit Lütow, Neuendorf, Netzelkow und die Insel Görmitz von 1240 bis 1945. Wehrland-Bauer, Müggenburg, Seckeritz und Zemitz waren die wichtigsten auf dem pommerschen Festland. Auch das Gut Wieck bei Gützkow gehörte ihnen von 1696 bis 1931, musste aber nach der Weltwirtschaftskrise in Konkurs gehen. Auch viele kleinere Güter, die aber als Pacht oder Pfand nur kurz im Besitz waren, boten den relativ großen Familien ihr Auskommen.
Das Gut Beseritz bei Altentreptow (1854–1879), als Erbe aus dem Hause Rodbertus musste von Wilhelm (1829–1886) 1879 aufgegeben werden.
Auf der Insel Wollin war ein Zweig auf dem Gut Chinnow mit den Pertinenzen Reckow und Swantust ansässig, der Besitzer war vorher Amtshauptmann auf der Insel Wollin. In Hinterpommern war es das Gut Karwitz bei Dramburg, das kurzzeitig von 1888 bis 1910 im Besitz war. Kleinere Besitzungen gab es z. B. in und bei Lassan. Ein Vorwerk von Wehrland hieß Lepelsruh.
Ein gräflicher Zweig, der seinen Ursprung auf dem Gnitz hatte, kaufte ab 1720 umfangreiche Güter um Nassenheide bei Stettin, mit den Pertinenzen Blankensee, Böck und Neuhof. Der Erwerber Otto von Lepel war Gouverneur der Festung Küstrin und wurde für seine Verdienste vom preußischen König in den Grafenstand erhoben. Nach 1826 kamen diese Güter über die weibliche Linie an andere Familien.
| - Neuendorf mit Lütow & Netzelkow & tw. Görmitz 1240–1945 - Vorwerk bei Lassan 1267–1460 - Görke auf Usedom 1344–1400 - Müggenburg 1400–1523 - Ziethen 1400–1485 - Sekeritz 1400–1833 - Relzow & Pinnow 1400–1639 - Krienke auf Usedom 1400–1527 - Gützkow-Grafschaft 1412–1422 - Bauer & Wehrland 1430–1823 | - Roddow bei Grimmen 1431–1499 - Groß Bünzow & Hof Schmatzin 1460–1560 - Rubkow 1492–1655 - Zemitz 1504–1833 - Buggow 1523–1832 - Groß Kiesow 1696–1785 - Wieck bei Gützkow 1696–1931 - Nassenheide mit Blankensee, Böck und Neuhof 1720–1826 - Chinnow mit Reckow & Swantust bei Wollin 1756–1799 - Beseritz bei Altentreptow 1854–1879 - Karwitz bei Dramburg 1888–1911 |

Alle diese Güter befanden sich in Pommern.
Der Hessen-Kasseler Staatsminister a. D. Georg Ferdinand von Lepel (1779–1873) aus dem pommerschen Stamm erwarb 1854 das hessische Schloss Hattenbach bei Bad Hersfeld. Es folgten sein Sohn Carl (1821–1901) und der Enkel Emil (1872–1941), der es 1892 an seinen Schwager Robert Patry (1868–1924) verkaufte, in dessen Nachkommenschaft es sich noch befindet.

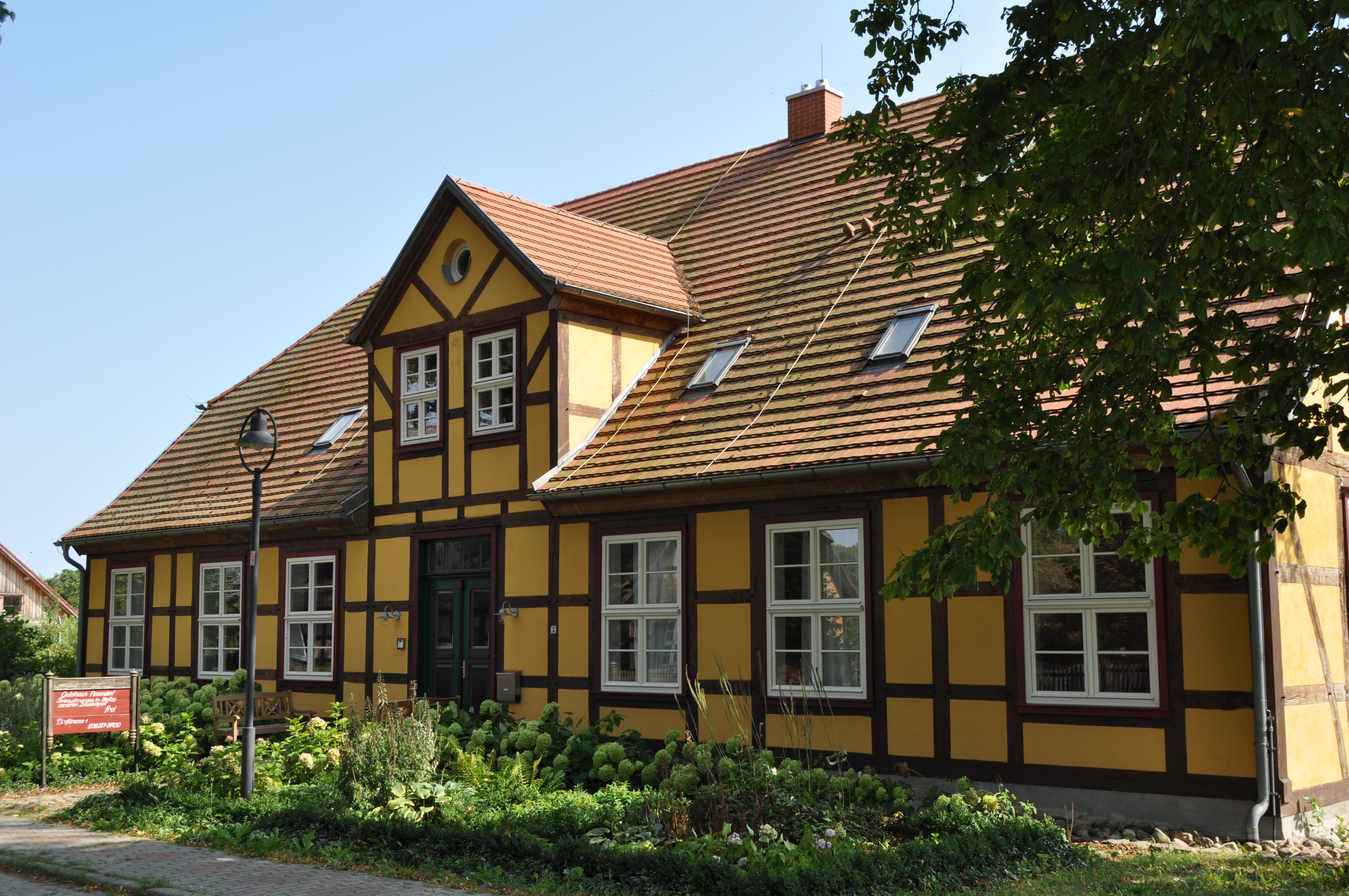
Gut Neuendorf/Gnitz Stammsitz
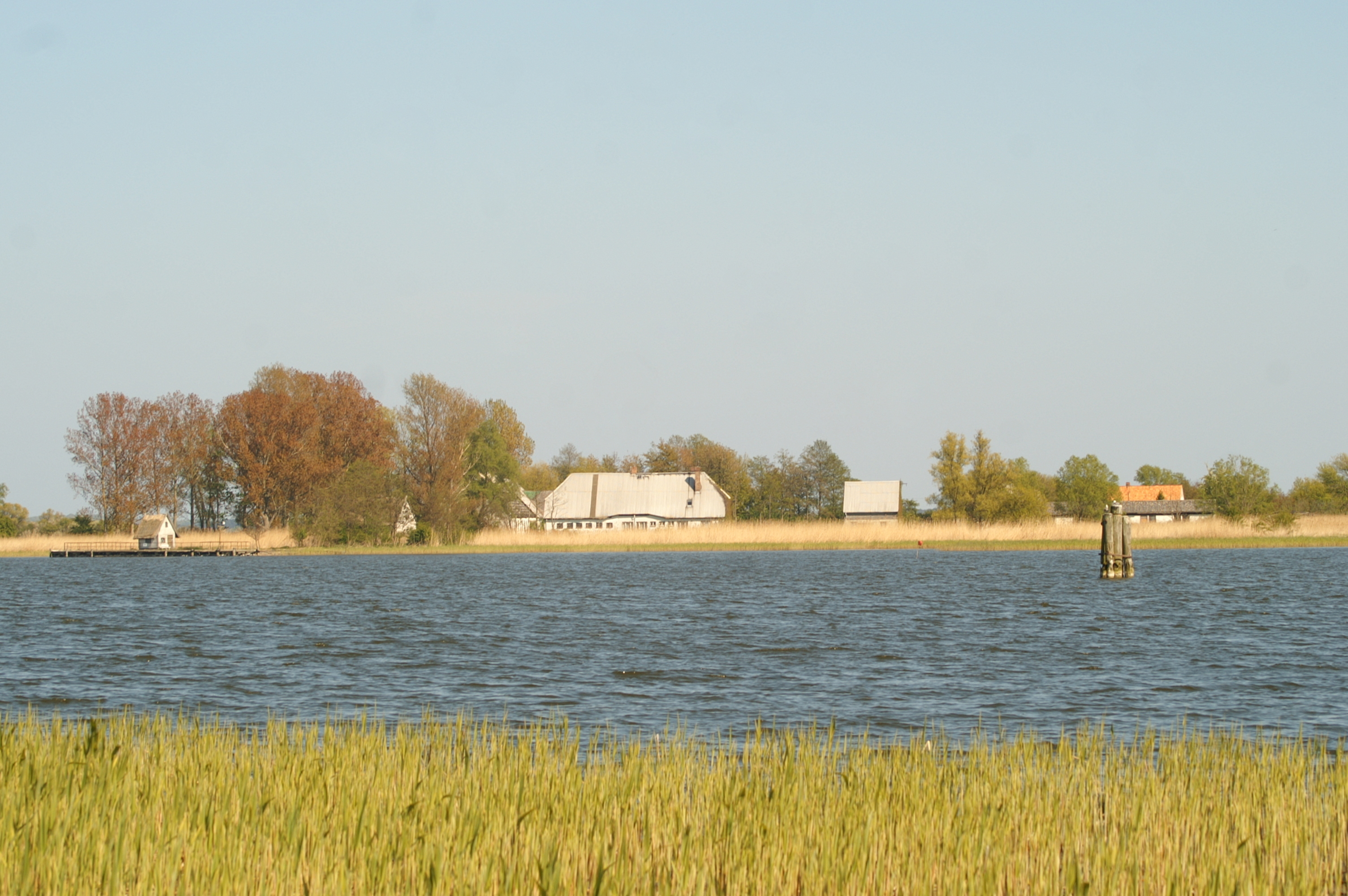
Insel Görmitz – Pertinenz zu Neuendorf
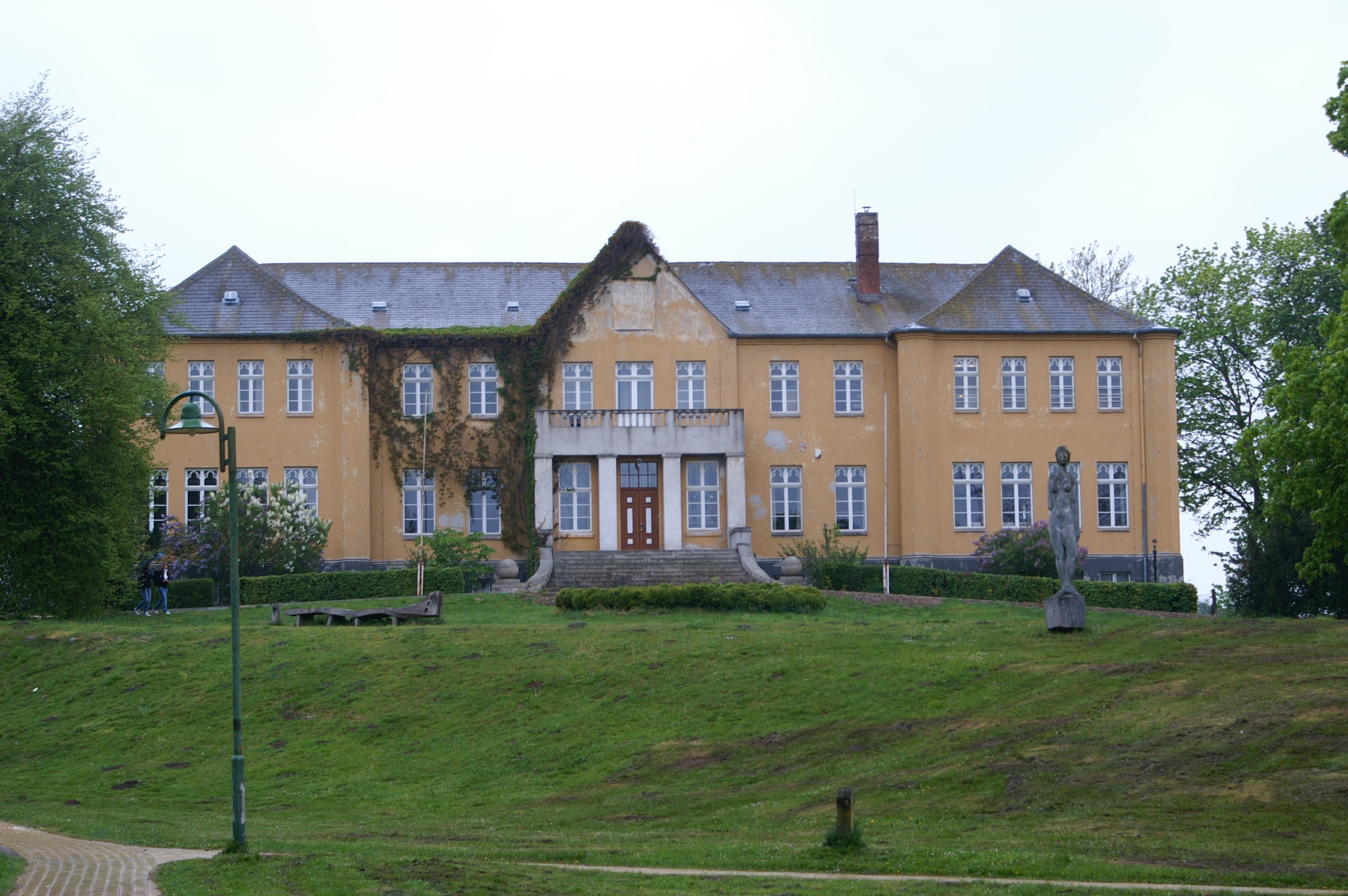
Gut Wieck vor Gützkow
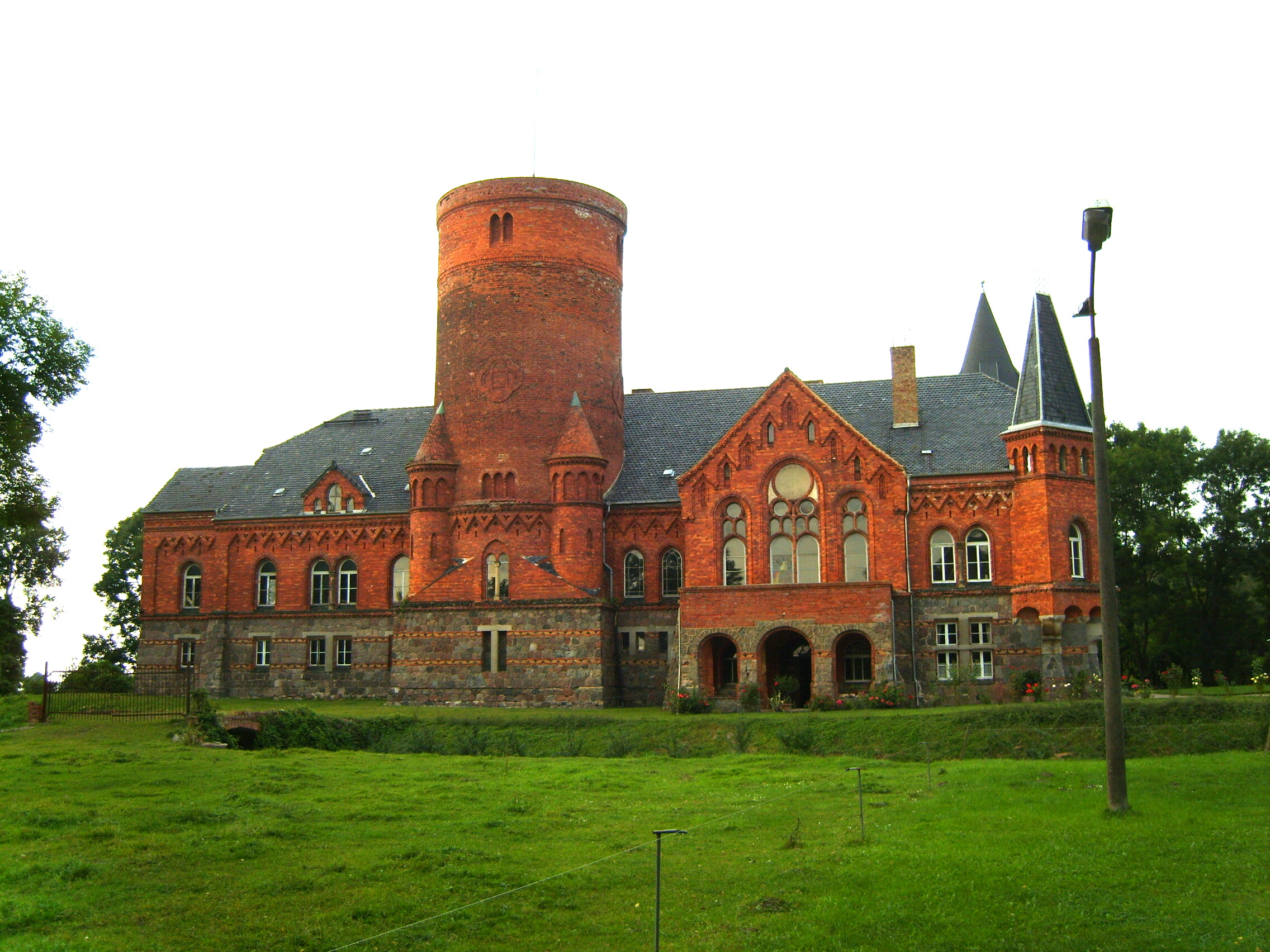
Wasserburg Müggenburg
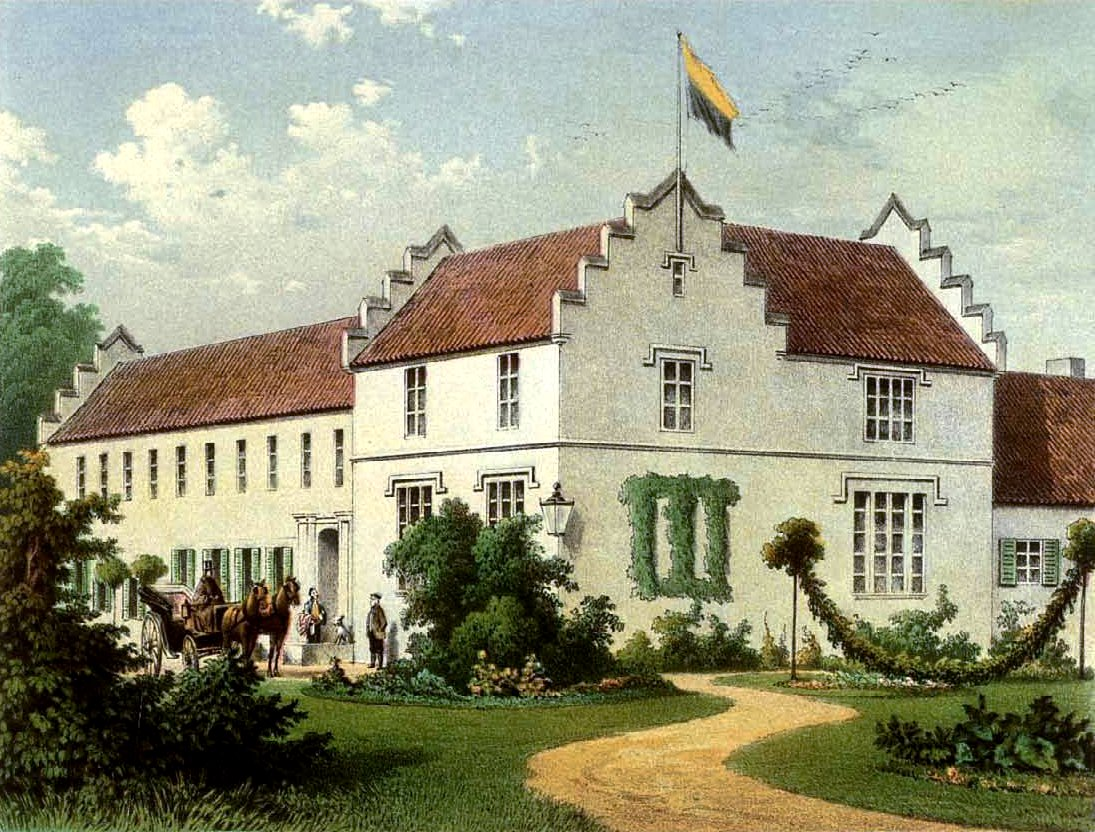
Rittergut Nassenheide, Sitz der Grafen von Lepel
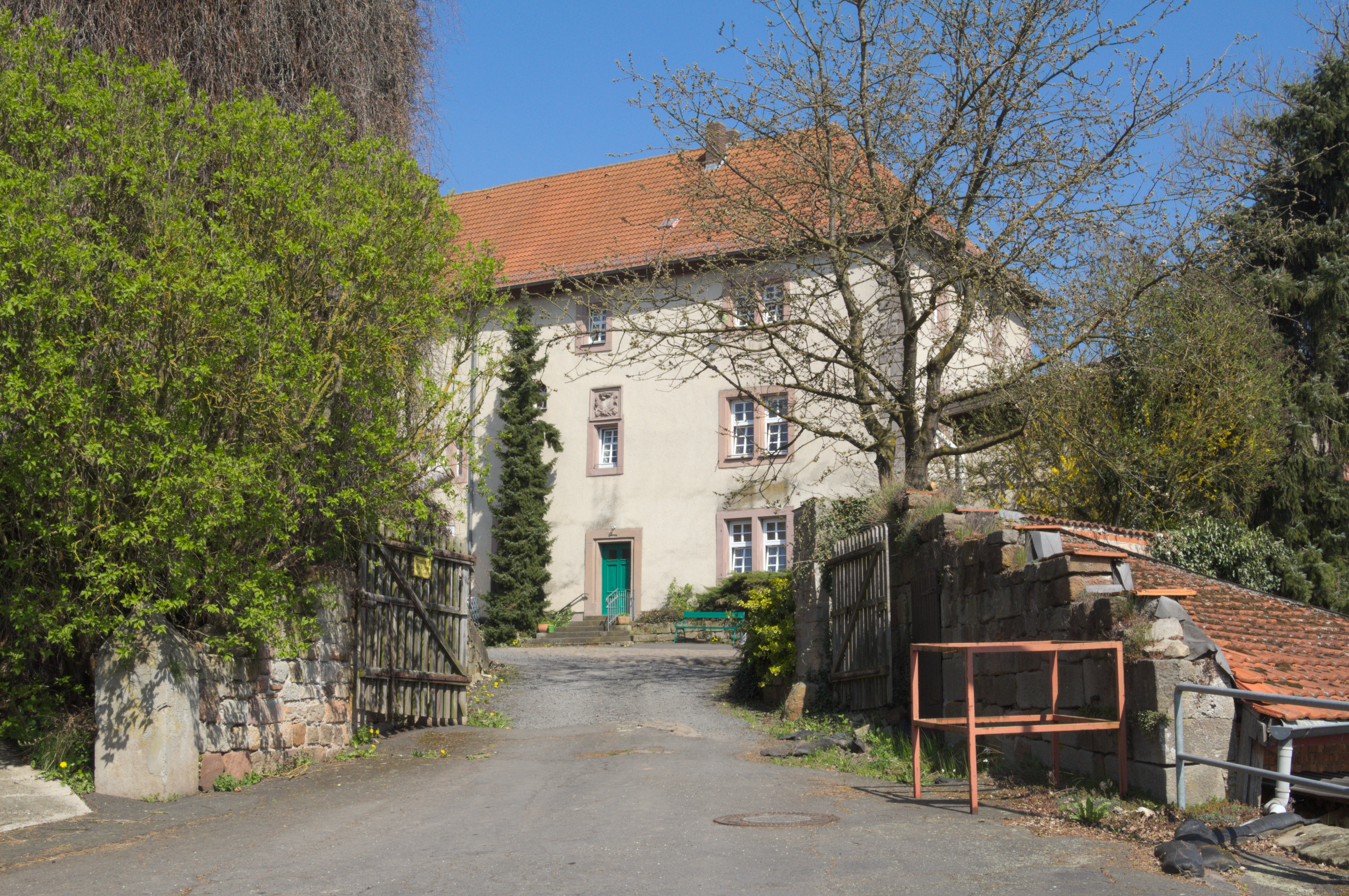
Schloss Hattenbach, Hessen

## Adelserhebungen
- Erblicher Preußischer Grafenstand am 26. August 1749 für Friedrich Wilhelm von Lepel (1716–1783), Haus Nassenheide, Gutsherr auf Boeck und Nassenheide
- Nichterblicher Preußischer Grafenstand am 26. April 1837 mit Diplom vom 14. Juni 1837 für Friedrich Wilhelm von Lepel (1774–1840), Haus Wieck, königlich preußischer Generalmajor und Adjutant des Prinzen Heinrich von Preußen.
- Königlich westphälischer Grafenstand am 10. Januar 1812 für Hellmuth von Lepel (1773–1812), Haus Grambow, königlich westphälischer Generalmajor und Erster Stallmeister des Königs Jérome.
- Westphälische Anerkennung des Freiherrnstandes am 26. März 1812 mit Patent vom 30. Mai 1812 für Gottlieb Christoph Gustav von Lepel (1746–1813), Haus Gnitz, königlich westphälischer Divisionsgeneral, Kammerherr, Mitglied des Staatsrats und Gouverneur von Kassel.
- Großherzoglich hessischer Freiherrnstand am 13. Mai 1825 für Victor von Lepel (1794–1860), Haus Grambow, später großherzoglich hessischer Kammerherr, Bundestagsgesandter und Bevollmächtigter in Berlin
- Großherzoglich hessische Anerkennung des Freiherrnstandes am 10. Januar 1828 für Ernst von Lepel (1796–1859), Haus Grambow, fürstlich ysenburgischer Forstmeister in Offenbach.
- Preußische Anerkennung des Freiherrnstandes am 30. September 1882 für Wilhelm von Lepel (1833–1895), Haus Grambow, königlich preußischer Oberstleutnant und Kommandeur des Ulanen-Regiments Nr. 2.
- Sachsen-coburg u. gothaische Anerkennung des Freiherrnstandes am 4. September 1900 für Emil von Lepel (1872–1941), Haus Gnitz, königlich preußischer Oberstleutnant a. D.

Die gräflichen Linien sind ausgestorben, die freiherrlichen von Grambow und Gnitz sind auf die noch lebenden Namensträger übergegangen.

## Wappen
Das Stammwappen der pommerschen und hessischen Linien der Familie zeigt Silber einen roten Schrägrechtsbalken. Auf dem Helm mit rot-silbernen Decken ein fächerförmig mit neun silbernen Löffeln bestückter kleiner Schild. Es entspricht dem Wappen auf Grabplatte in Teterin – mit Ähnlichkeit der Grabplatte im Kloster Eldena von 1388.
Das Wappen der mecklenburgischen Linie zeigt in Silber einen roten Schräglinksbalken. Auf dem Helm mit rot-silbernen Decken fünf silberne Löffel; später eine wachsende gekrönte rot gekleidete Jungfrau, deren Krone fächerförmig mit neun silbernen Löffeln bzw. Pfauenfedern bestückt ist. Es entspricht der Abbildung auf der Glocke von Netzelkow um 1350.
Die künstlerisch ansprechendste Form de Wappens ist die aus dem Kreishaus in Greifswald – ähnlich der Form auf der Lubinschen Karte (1618) und in der Urkunde von 1812. Die von Lepel waren durch den Besitz in Wieck/Gützkow Mitglied des ständischen Kreistages im Landkreis Greifswald.

## Familien-Stiftung
Die Familien-Stiftung von Lepel wurde am 25. November 1877 in Berlin gegründet. Die Familientage fanden damals nach Bedarf in Berlin statt. Des Weiteren wurde eine Stipendien-Stiftung eingerichtet, aus dem Kapital des Grafen Friedrich Wilhelm von Lepel, basierend auf dessen Testament aus 1780. Anträge mussten an den jeweiligen Besitzer von Nassenheide gestellt werden. Parallel gab es ein Geldfideikommiss über ein größeres Kapital, zuständige Behörde das Oberlandgericht Stettin.

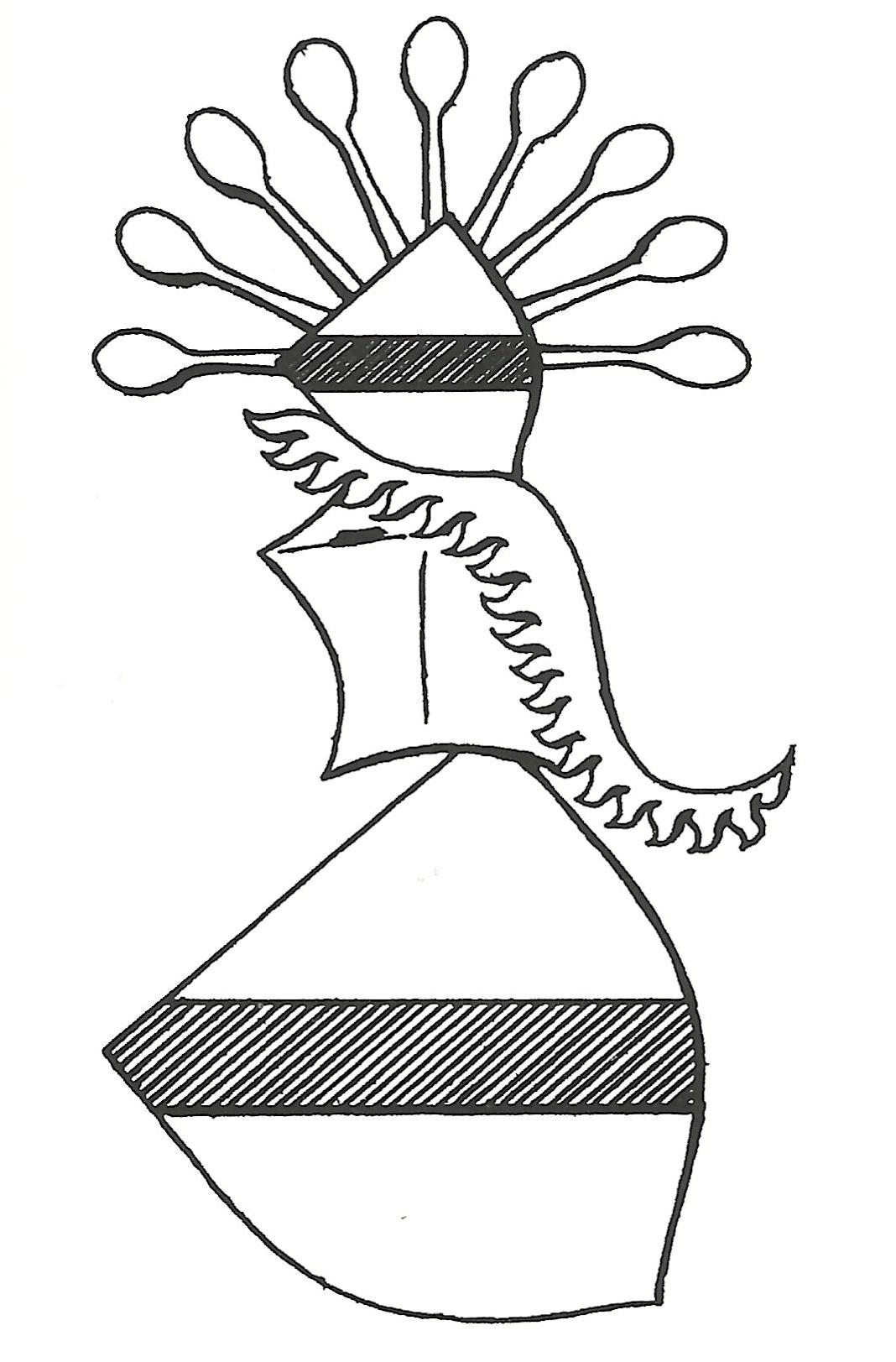
Grabplatte der Lepel in Teterin um 1350 (Nachzeichnung)
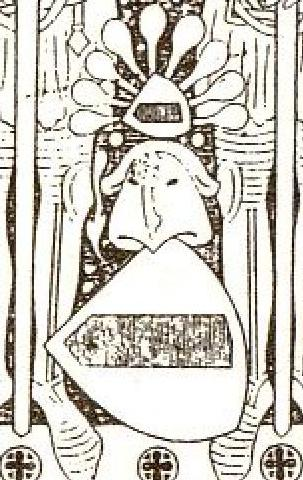
Grabplatte der Brüder Lepel im Kloster Eldena 1388
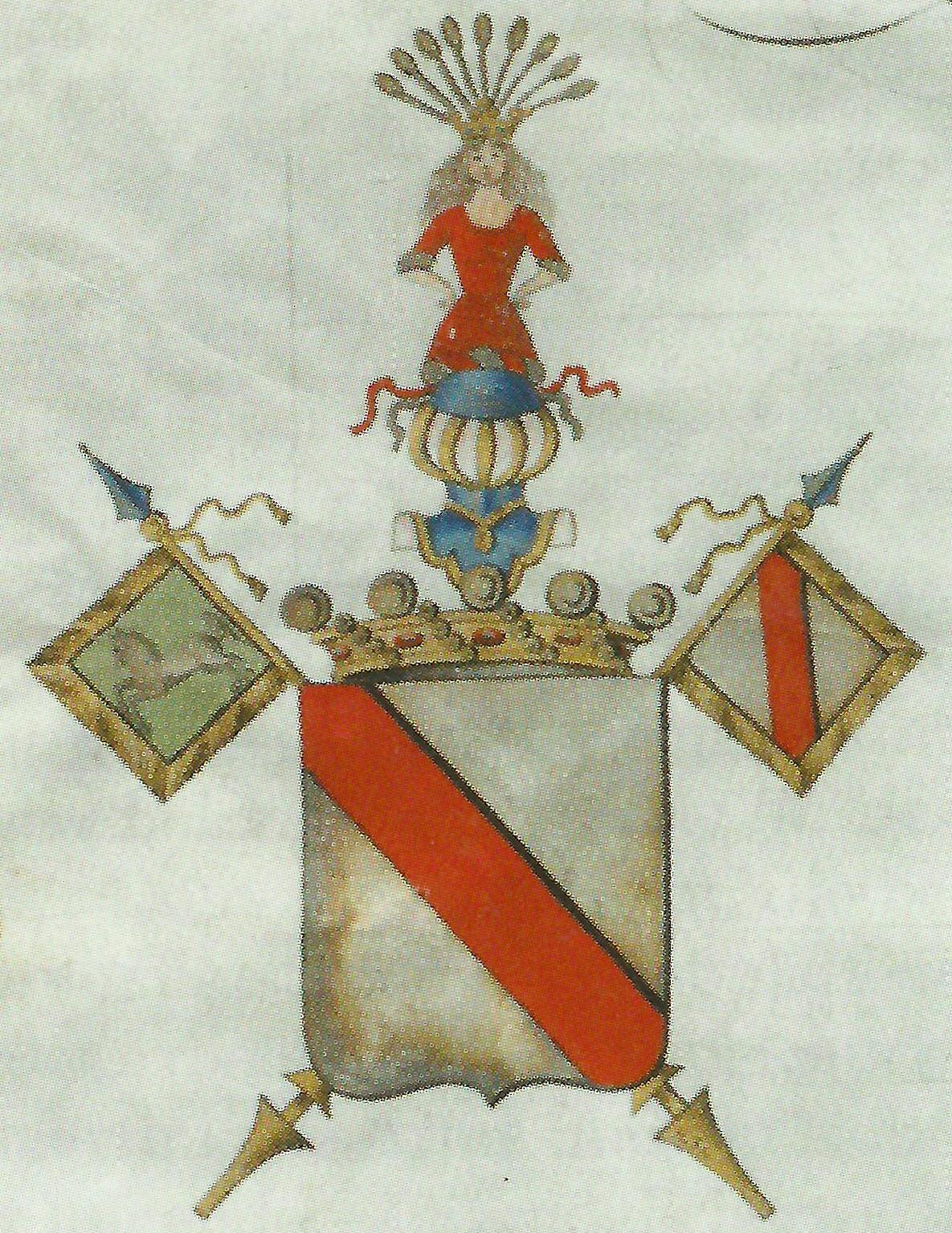
Wappen von Lepel/Hessen 1812
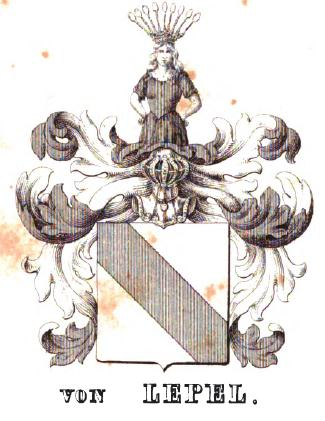
Wappen der Freiherren von Lepel – Bagmihl 1842
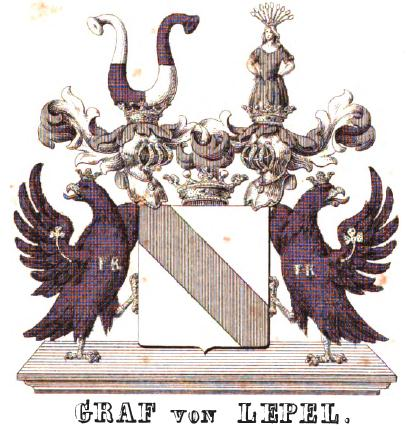
Wappen der Grafen von Lepel – Bagmihl 1842
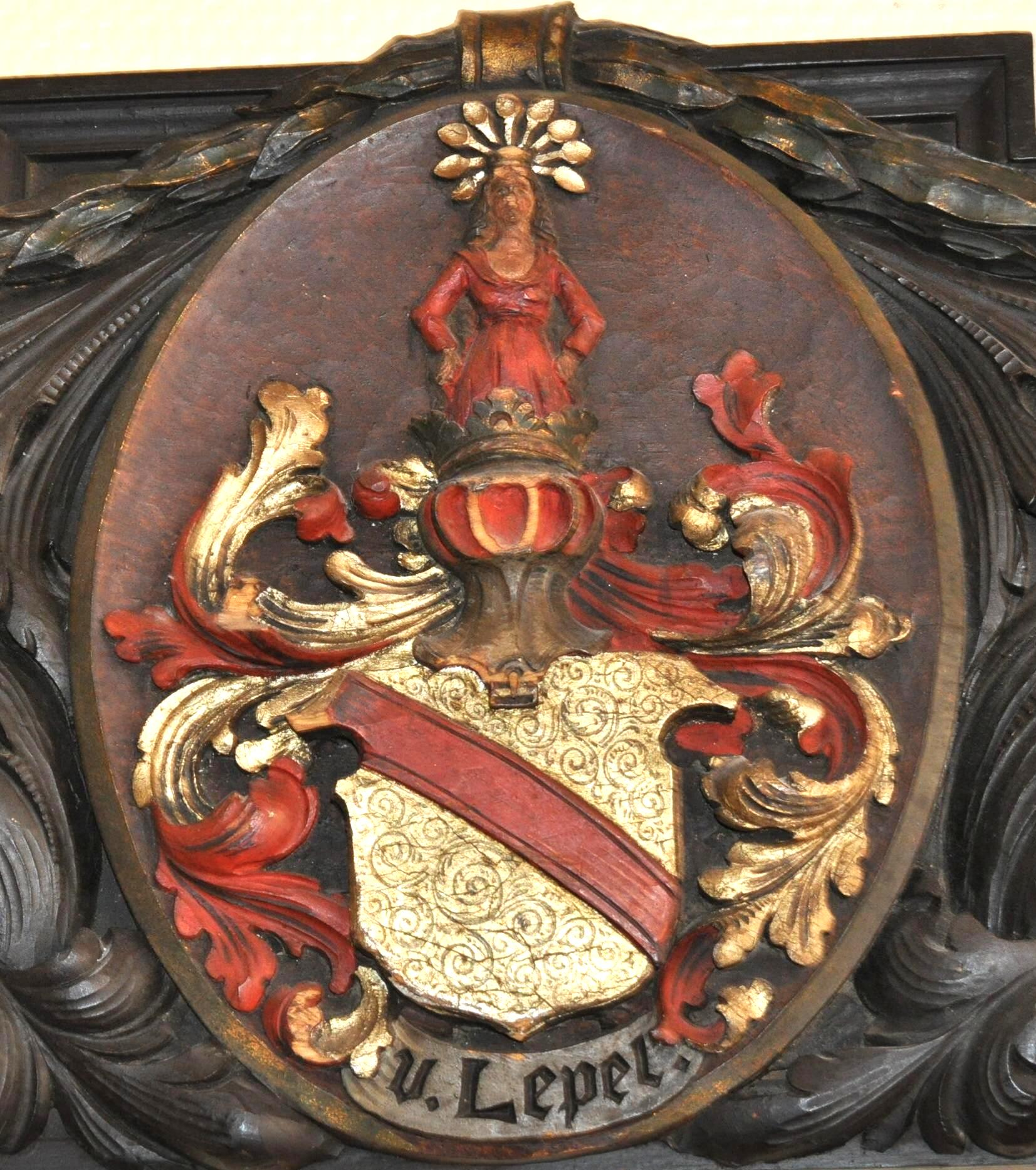
Wappen von Lepel im Kreishaus Greifswald – 1900

## Bekannte Familienmitglieder

### Chronologisch
- Otto Gustav von Lepel (1657–1735), Haus Nassenheide, preußischer Generalmajor, 1729 Gouverneur der Festung Küstrin[21]
- Hans Adolf von Lepel auf Radegast (1697–1770), Haus Grambow, dänischer Generalmajor
- Karl Matthias von Lepel (1704–1766), preußischer Major, Ritter des Pour le Mérite
- Friedrich Wilhelm von Lepel (1716–1783), Haus Nassenheide, Gutsherr auf Nassenheide, preußischer Offizier, Kunstsammler, Ritter und Komtur des Johanniterordens
- Philipp Sigismund von Lepel (1738–1815), preußischer Landrat
- Joachim Friedrich Diederich von Lepel (1740–1802), Haus Grambow, dänischer Kammerherr
- Karl Helmuth von Lepel (1742–1813), Haus Grambow, dänischer Generalmajor
- Gottlieb Christoph Gustav von Lepel (1746–1813), Haus Gnitz, königlich westphälischer Divisionsgeneral, Kammerherr, Mitglied des Staatsrats, Gouverneur von Kassel
- Christoph August von Lepel (1748–1830), Haus Grambow, dänischer Kammerherr
- Wilhelm Heinrich von Lepel (1755–1826), Haus Nassenheide, preußischer Kammerherr, Gesandter in Stockholm/Schweden, Kunstsammler
- Hellmuth von Lepel (1773–1812), Haus Grambow, königlich westphälischer Generalmajor
- Friedrich Wilhelm von Lepel (1774–1840), Haus Wieck, preußischer Generalmajor,[22] Adjutant des Prinzen Heinrich von Preußen
- Georg Ferdinand von Lepel (1779–1873), Haus Hattenbach/Hessen, deutscher Diplomat, hessischer Staatsminister
- Emil von Lepel (1782–1855), kurhessischer Generalleutnant
- Victor von Lepel (1794–1860), Haus Grambow, großherzoglich hessischer Kammerherr, Bundestagsgesandter und Bevollmächtigter in Berlin
- Franz Heinrich Erich II. von Lepel (1803–1877), Haus Wieck, preußischer Hauptmann und Mitglied des Herrenhauses
- Bernhard von Lepel (1818–1885), preußischer Offizier und Schriftsteller
- Bruno von Lepel-Gnitz (1843–1908), Intendant des kgl. Hoftheaters in Hannover, kgl.-preußischer Kammerherr
- Hedwig von Lepel-Gnitz (1850–1925), deutsche Kunstmalerin und Märchenbuch-Autorin
- Victor von Lepel (1863–1918), preußischer Generalmajor
- Woldemar von Lepel (1864–1929), Oberst, Oberregierungsrat
- Egbert von Lepel (1881–1941), deutscher Funktechniker
- Felix von Lepel (1899–1979), deutscher Musikhistoriker und Theater- und Musikschriftsteller[23]
- Claus-Joachim von Lepel (1903–1982), Kaufmann b. Trianon-Film, Audi, Auto-Union, Tätigkeit RSHA, Verbindungsoffizier OKW, OKH
- Gunther von Lepel (1903–1993), Filmproduzent

### Genealogisch
1. Stamm (Mecklenburg)
- Burchardt Hartwig (1640–1703)
  - Joachim Friedrich († 1722)
    - Johann Georg Friedrich (1710–1749)
      - Joachim (1740–1802)
        - Hellmuth (1773–1812)
        - Victor (1794–1860)
          - Wilhelm (1833–1895)
            - Victor (1863–1918)
              - Gunther (1903–1993)

2. Stamm (Pommern)
- Hans Ernst (1617–1688), 1. Linie
  - Axel Philipp (1660–1715)
    - Ernst Friedrich (1704–1775)
      - Philipp Sigismund (1738–1815)
- Caspar Andreas († 1679), 2. Linie
  - Caspar Matthias (1660–1723), 1. Ast (Haus Hattenbach)
    - Karl Matthias (1739–1791), 1. Zweig
    - Gottlieb Christoph Gustav (1746–1813), 2. Zweig
      - Ferdinand (1779–1873)

  - Jürgen Heinrich I. († 1719), 2. Ast (Haus Wieck)
    - Jürgen Heinrich II. (1715–1796)
      - Bernhard (1738–1787), 1. Zweig
        - Wilhelm (1774–1840)
        - Adolph Ernst Aureolus (1783–1847)
          - Bernhard (1818–1885) ⚭ Hedwig von Lepel (1827–1893), s. u.
            - Franz (1851–1906), Gutsherr auf Wieck

      - Friedrich (1753–1813), 2. Zweig
      - Wilhelm (1768–1825), 3. Zweig
        - Franz (1803–1877), 1. Haus ⚭ Mathilde Rodbertus (1804–1886), Schwester von Karl Rodbertus
          - Hedwig (1827–1893), 1. Ehefrau Bernhard von Lepels (1818–1885)
          - Wilhelm (1829–1886) ⚭ Jelka von Schlippenbach (1835–1917)
            - Franz (1854–1918) ⚭ Adelaide de Luchet (1851–1899) aus Mexiko
            - Wilhelm „Willi“ (1856–1933) ⚭ Godoy Estigaribia (1873–1958) aus Paraguay
              - Wilo (1896–1968)

            - Jelka (1857–1942) ⚭ Franz-Hubert Graf von Thiele-Winckler (1857–1922)
              - Valeska (1893–1949) ⚭ Gerhard Graf von Kanitz

            - Maria (1869–1940) ⚭ August von Dönhoff (1845–1920)
              - Marion Gräfin Dönhoff (1909–2002)

        - Georg (1815–1874), 2. Haus
        - Felix (1817–1891), 3. Haus
          - Adelaide (1839–1917) ⚭ Erich von Caprivi (1836–1882), Bruder von Leo von Caprivi
          - Bruno (1843–1908) ⚭ Hedwig Greve
          - Wilhelm (1873–1927)
            - Felix (1899–1979)

          - Egbert (1881–1941)

Haus Nassenheide in Pommern:
- - Ernst († 1637)
    - Joachim (1620–1686)
      - Otto Gustav (1657–1735), kaufte 1720 Nassenheide
        - Friedrich Wilhelm (1716–1783), 1749 in den Grafenstand erhoben
          - Wilhelm (1755–1826)

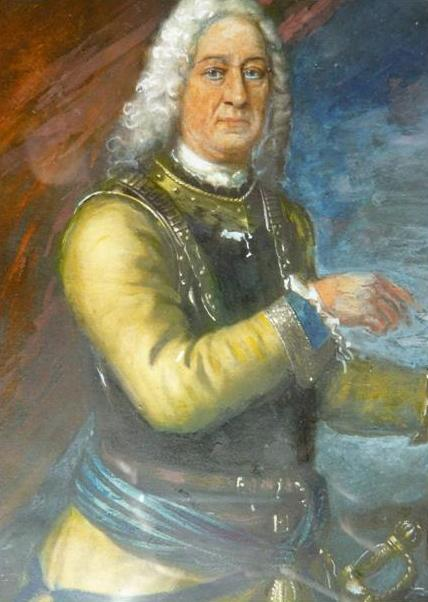
Otto Gustav (1657–1735)
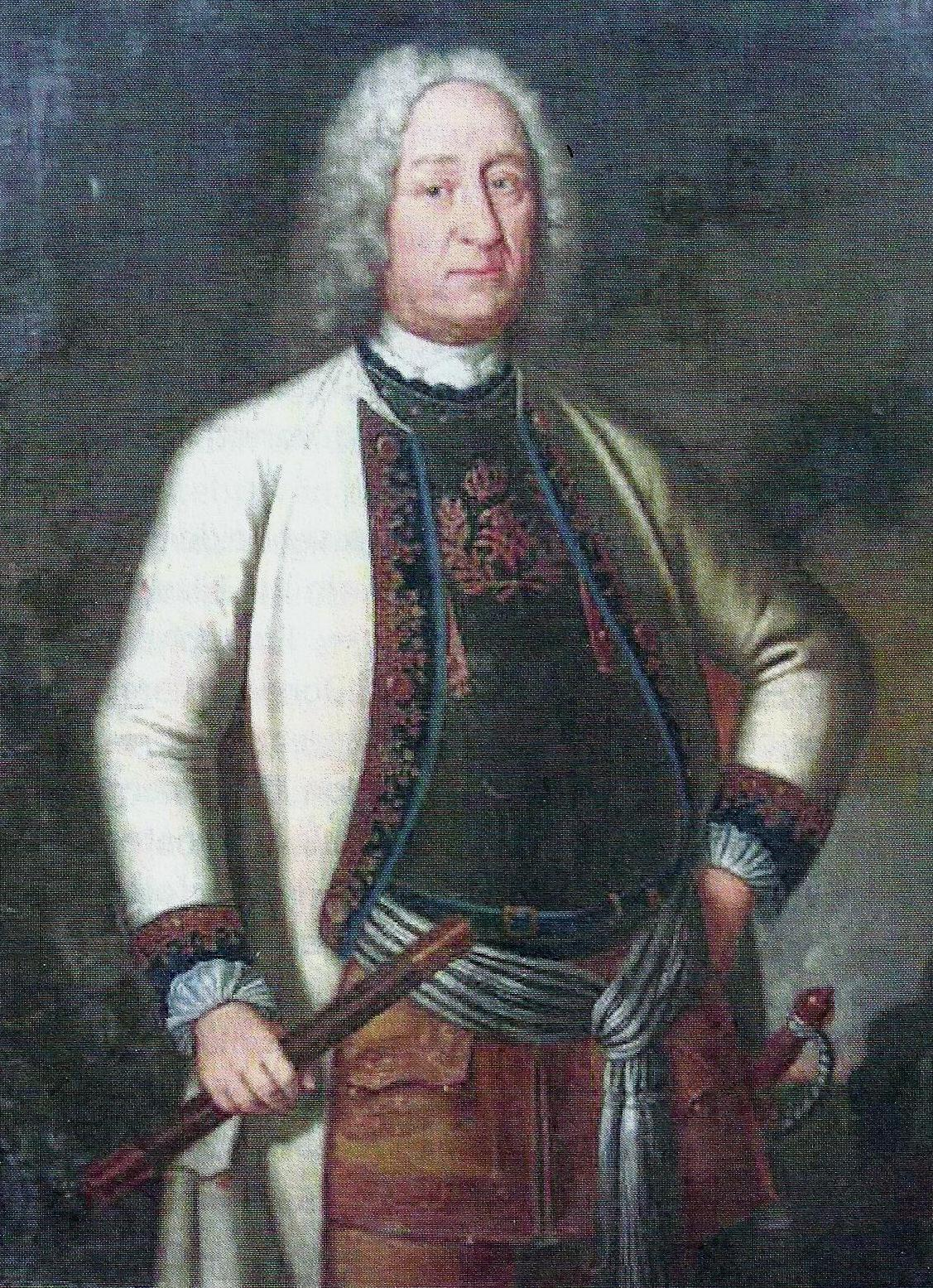
Friedrich Wilhelm (1716–1783)
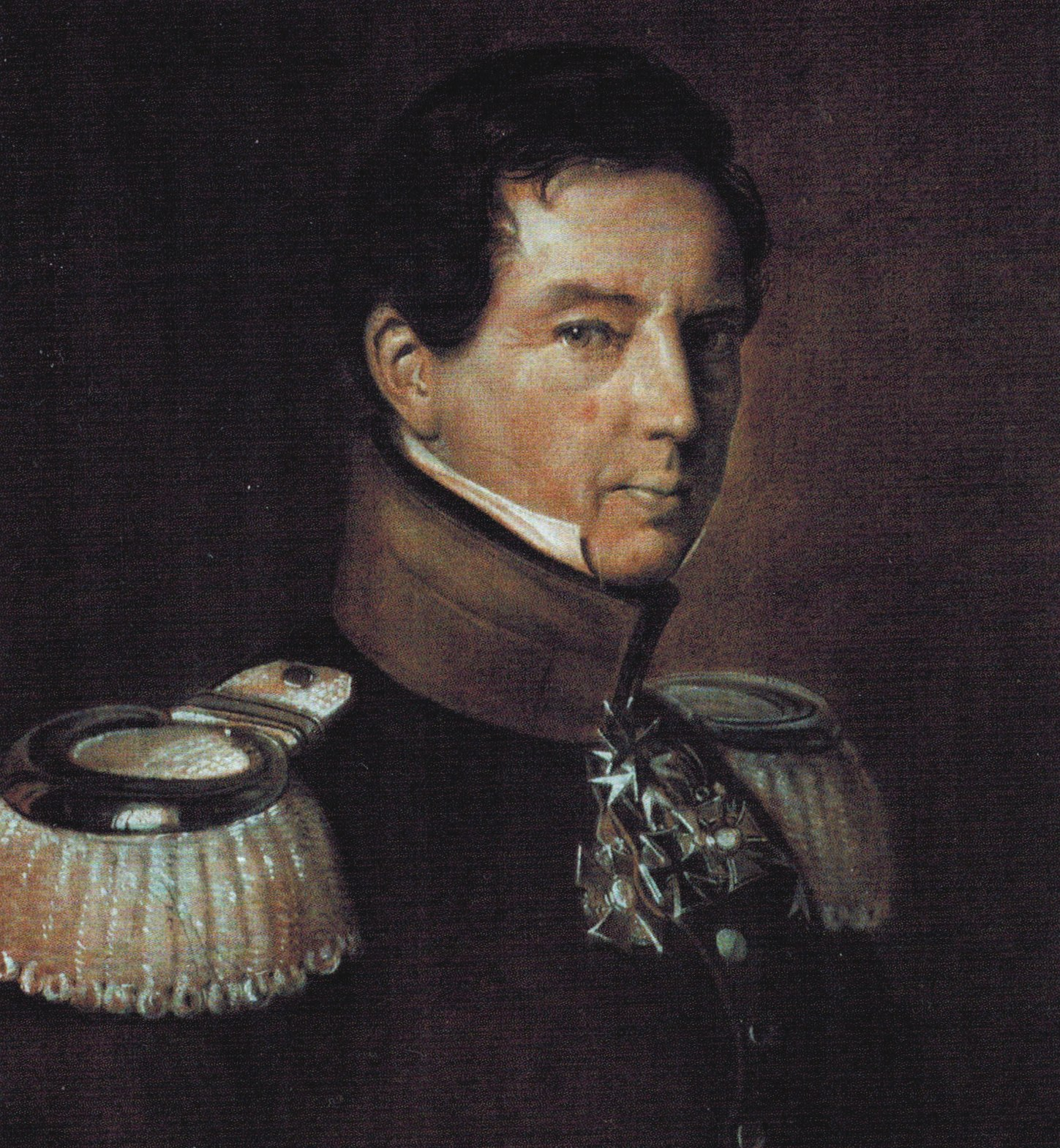
Friedrich Wilhelm (1774–1840)
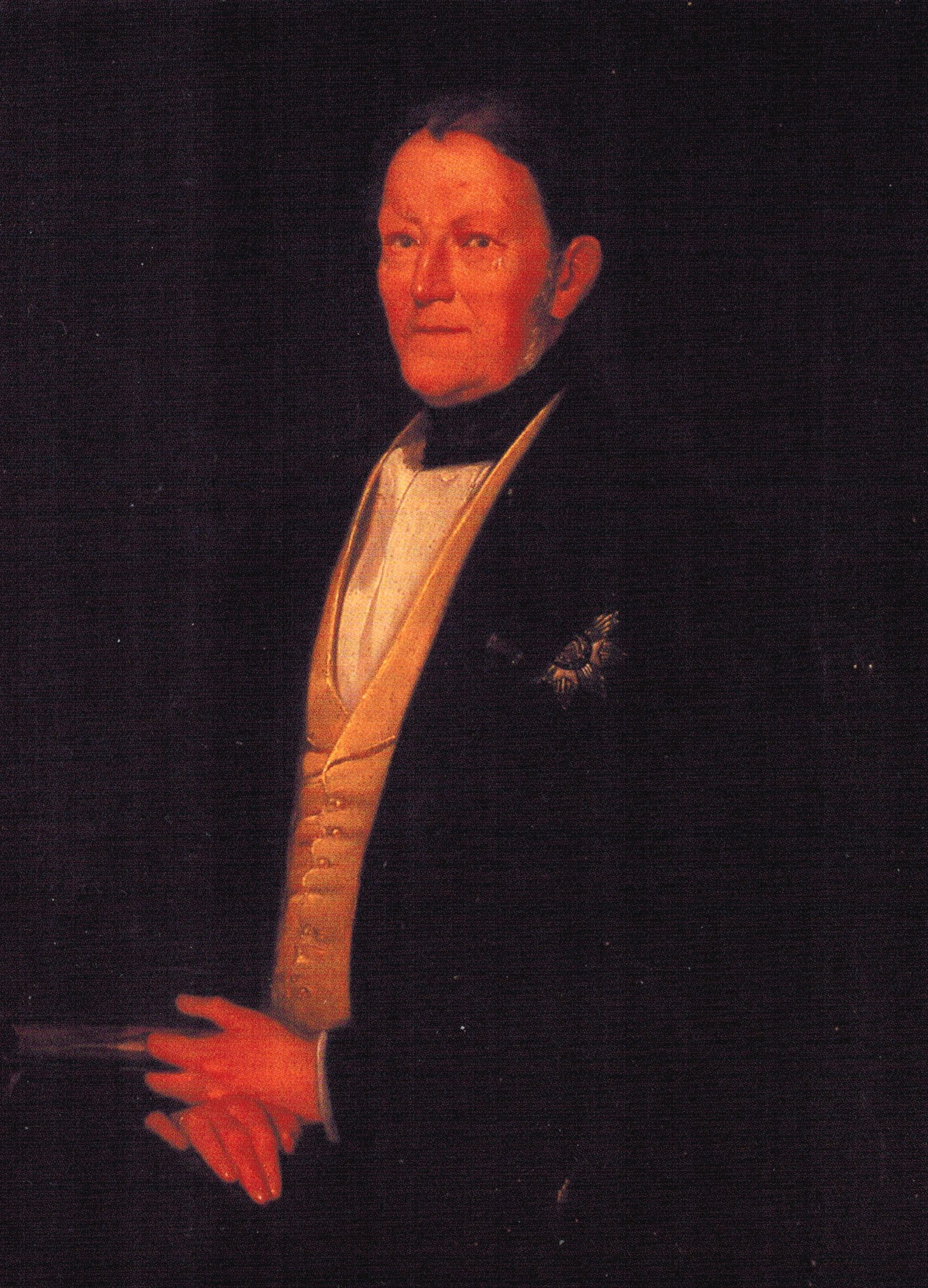
Georg Ferdinand (1779–1873)
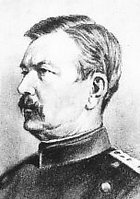
Bernhard (1818–1885)
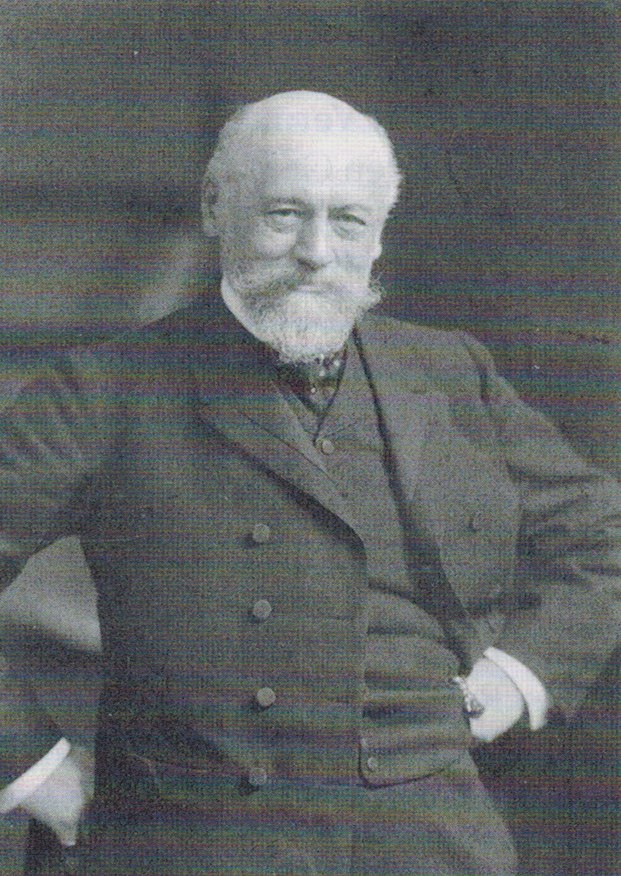
Bruno (1843–1908)
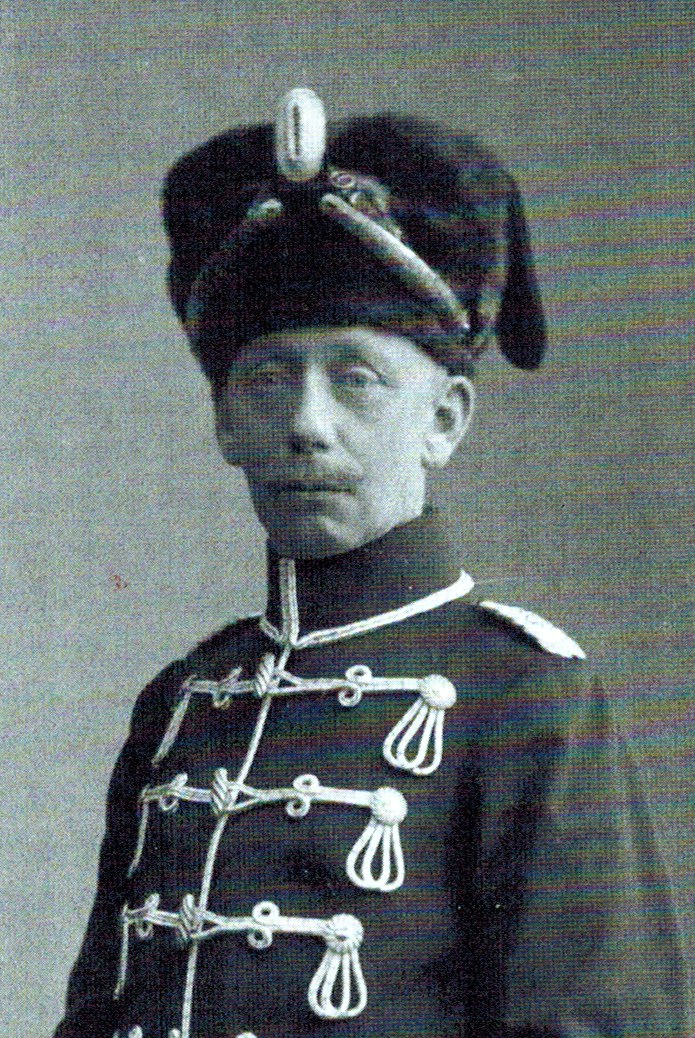
Victor (1863–1918)

## Weitere Literatur
- Friedrich Schlie: Die Kunst- und Geschichts-Denkmäler des Grossherzogthums Mecklenburg-Schwerin. IV. Band: Die Amtsgerichtsbezirke Schwaan, Bützow, Sternberg, Güstrow, Krakow, Goldberg, Parchim, Lübz und Plau. Schwerin 1901, Neudruck 1993, ISBN 3-910179-08-8.
- Friedrich Schlie: Die Kunst- und Geschichts-Denkmäler des Grossherzogthums Mecklenburg-Schwerin. V. Band: Die Amtsgerichtsbezirke Teterow, Malchin, Stavenhagen, Penzlin, Waren, Malchow und Röbel. Schwerin 1902, Neudruck 1993, ISBN 3-910179-09-6.

### Gedruckte Quellen
- Mecklenburgisches Urkundenbuch (MUB)
- Mecklenburgische Jahrbücher (MJB)

### Ungedruckte Quellen
Landeshauptarchiv Schwerin (LHAS)
- Genealogische Sammlungen.
- Claus Josias von Behr: Mecklenburgische Adelschronic bis etwa 1749.
- Conrad Lüder von Pentz: 1766–1775
- Cuno von Rodde: Angaben zur Familie von Lepel und Gegenprüfung bei den Familienunterlagen.
- LHAS 3.2-3/1 Landeskloster/Klosteramt Dobbertin Nr. 88, 89.